# Габонско-камерунские отношения
Габонско-камерунские отношения — двусторонние дипломатические отношения между Габоном и Камеруном. Протяжённость государственной границы между странами составляет 349 км.

## История
Теплота в габонско-камерунских отношениях между 1961 и 1967 годами заложила основу для совместного лидерства в Экономическом сообществе стран Центральной Африки и может рассматриваться как связывающий фактор. Однако гармония, царившая между двумя странами, ухудшилась после смерти президента Габона Леона Мба. Хотя сотрудничество было на высоте, когда 23 марта 1968 года совместным коммюнике в Нгаундере была учреждена совместная Габонско-камерунская комиссия, период с 1968 года по настоящее время был отмечен конкуренцией за лидерство между двумя странами.
В мае 2016 года представители обеих стран договорились усилить сотрудничество в оборонной сфере. В сентябре 2016 года около 130 граждан Габона пересекли границу с Камеруном спасаясь от насилия, которое возникло в стране после спорного подведения итогов президентских выборов. В январе 2019 года Габон закрыл границу с Камеруном, после попытки военного переворота против президента Али Бонго Ондимба. В мае 2019 года министры иностранных дел обеих стран пришли к соглашению развивать взаимодействие в сфере безопасности.

## Дипломатические миссии
- Габон имеет посольство в Яунде[7].
- Камерун содержит посольство в Либревиле[8].